# Fred Spencer (animateur)
Pour les articles homonymes, voir Fred Spencer et Spencer.
Fred Spencer, né le 1er mai 1904 à Missouri et mort le 11 novembre 1938 en Californie, était un animateur américain ayant travaillé pour les studios Disney.

## Biographie
Fred Spencer est engagé par les studios Disney en 1931 comme animateur.
En 1934, il aide à la conception du personnage de Donald Duck, dont il aurait été d'après Dave Smith l'un des meilleurs animateurs.
Il meurt en 1938 d'un accident de voiture.

## Filmographie
- 1932 : The Bears and the Bees
- 1932 : Les Enfants des bois
- 1935 : Carnaval des gâteaux
- 1935 : Mickey pompier
- 1936 : Le Déménagement de Mickey
- 1937 : Don Donald
- 1937 : Blanche-Neige et les Sept Nains
- 1938 : Donald joue au golf